# Station North Fambridge
North Fambridge is een spoorwegstation van National Rail in North Fambridge, Maldon in Engeland. Het station is eigendom van Network Rail en wordt beheerd door Greater Anglia. Het station is geopend in 1889 als Fambridge; met ingang van 20 mei 2007 is de naam veranderd in North Fambridge.